# Нікітино (Верхньосалдинський міський округ)
Нікі́тино (рос. Никитино) — присілок у складі Верхньосалдинського міського округу Свердловської області.
Населення — 700 осіб (2010, 653 у 2002).
Національний склад населення станом на 2002 рік: росіяни — 88 %.